# Kolibri (datorspel)
Kolibri är ett datorspel utvecklat av Novotrade (nu känt som Appaloosa) och utgivet av Sega i november 1995 till Sega 32X, tillägget till konsolen Sega Mega Drive/Genesis. Novotrade var också skaparna bakom spelserien Ecco the Dolphin.
Spelet handlar om en kolibri som får krafter av en kristall och måste rädda världen. Kolibri består av 19 nivåer som utspelar sig i olika miljöer. Målet i vissa nivåer är att besegra fiender, medan det i andra är att överleva.